# Cacostola lineata
Cacostola lineata är en skalbaggsart som först beskrevs av Hamilton 1896.  Cacostola lineata ingår i släktet Cacostola och familjen långhorningar. Inga underarter finns listade.